# Buchholz, Herzogtum Lauenburg
Buchholz là một đô thị thuộc huyện Lauenburg, trong bang Schleswig-Holstein, nước Đức. Đô thị Buchholz, Herzogtum Lauenburg có diện tích 2,93 km², dân số thời điểm 31 tháng 12 năm 2006 là 232 người.